# 앙부일구
앙부일구(仰釜日晷)는 솥과 같이 오목하게 생긴 반구형 해시계이다. 조선 세종 16년인 1434년 10월 처음으로 혜정교와 종묘 앞에 설치하였고 이후 조선 말기까지 계속하여 제작되었다. 자오선에 정렬하여 설치된 앙부일구는 태양이 남중하는 때를 정오로 삼아 시각을 표시하며 계절에 따라 달라지는 그림자의 길이로서 절기를 확인할 수 있다. 현재 남아있는 세계 여러 지역의 해시계 가운데 오목한 모양의 것은 앙부일구가 유일하다.

## 역사
천문을 관찰하고 시각을 측정하는 일은 고대 시대부터 국가의 중요한 업무 가운데 하나였다. 한국에서도 삼국시대부터 해시계를 이용한 시각 측정이 있었다. 한국의 현존하는 가장 오래된 해시계 유물은 약 6세기 무렵 제작된 것이다.
고려시기 원나라를 통하여 이슬람 세계의 천문학 지식이 전하여졌다. 조선 세종은 이렇게 들어온 천문지식을 기반으로 각종 천문기구를 제작하고 관측을 통하여 조선 고유의 역법인 《칠정산》을 편찬하였다. 앙부일구 역시 원나라의  곽수경이 만들었다는 앙의를 참고하였다고 하나, 앙의는 《원사》 에 기록으로만 남아있을 뿐 실제 유물이 전해지지는 않아서 얼마나 닮았는 지는 가늠하기 어렵다. 세종 시기에는 기둥에 실을 걸어달아 시각을 나타내는 천평일구(天平日晷), 현주일구(懸珠日晷)와 같은 여러 종류의 해시계가 만들어졌는데 이 가운데 앙부일구가 가장 많이 설치되었다.
세종 시기에 만들어진 앙부일구는 시간을 나타내는 지지를 그림으로 그려 글을 못읽는 사람도 시간을 알 수 있게 하였다. 임진왜란이 일어나자 조선 전기에 제작된 앙부일구는 모두 소실되었고 17세기 후반 현종 - 숙종 시기 다시 제작하기 시작하였다. 2020년 천문연구원이 미국에서 매입하여 회수한 앙부일구는 18세기 말 - 19세기 초 무렵 제작된 것이다. 현재 문화재로 지정된 앙부일구에는 국립고궁박물관의 소장품 국립중앙박물관 소장품, 성신여자대학교 박물관 소장품 등이 있으며 모두 1713년 이후 제작된 18세기의 것이다.
19세기에 들어 강윤이 휴대용 앙부일구를 제작하기도 하였다.

## 구조

앙부일구의 구조

앙부일구는 반구형으로 오목한 시판(時板)을 지닌 오목 해시계이다. 가운데 아랫쪽에 해시계가 놓일 위도를 감안하여 비스듬히 영침이 달려 있고, 영침의 그림자가 시판에 투영되면 시각과 절기를 알 수 있게 되어 있다. 오목한 반구형 시판은 앙구일부의 가장 큰 특징이다. 해그림자를 평면에 투영하면 아침과 저녁으로 왜곡이 있을 수 밖에 없는데 반구형 시판은 이러한 왜곡을 해결하여 해가 떠있는 낮 동안 언제나 정확한 시각을 확인할 수 있게 해 준다.
앙부일구의 제일 바깥쪽 테두리에 24 방위가 표시되어 있다. 해시계로 시각을 확인하기 위해서는 남북이 정확히 정렬되어야 한다. 24 방위에서 정북은 자(子)이고 정남은 오(午)이기 때문에 이를 이은 선을 자오선이라고 한다. 자오선의 확정에는 규표를 사용한다. 규표는 해의 그림자를 나타낼 기둥인 규와 태양이 남중하였을 때의 자오선을 표시하는 선인 표로 이루어져 있다. 세종시기 규는 높이 40 척(약 12.44 m) 표는 길이 128 척(약 39.8 m) 이었을 것으로 추정된다.
앙부일구에는 설치된 곳의 위도가 표시되어 있다. 위도는 절기의 변화와 일식의 예측 등에 쓰이는 기본 자료이기 때문에 시각과 역법의 구성에 매우 중요하다. 세종은 당시 명나라의 수도인 베이징과 조선의 수도인 한양 사이의 위도 차이 때문에 절기가 다른 점을 독자적인 역법 구축의 명분으로 삼았다. 숙종 대까지는 한양의 기준 위도를 북위 37˚ 20 '으로 삼았으나, 1713년 청나라의 사신단에 함께 온 오관사력 하국주가 한양의 위도를 37˚ 39' 15"로 측정한 이후 제작된 앙부일구에는 이 값이 기록되었다. 앙부일구는 이 위도 값을 이용하여 춘분 정오 때 영침의 그림자가 시판의 정중앙에 오도록 영침의 기울기를 조정한다. 춘분점은 현대 천문학에서도 천구좌표계의 기준점이다.
양 옆의 태두리에 24절기를 표시하고 시판에 이를 측정할 수 있는 가로선을 그려 넣었다. 가로선은 모두 13개로 그림자가 가장 긴 동지가 영침에서 가장 멀고 그림자가 가장 짧은 하지가 영침에서 가장 가깝다. 한편에 동지에서 하지로 그림자가 짧아지는 12개의 절기가 놓이고 다른 편에 하지에서 동지로 그림자가 길어지는 12개의 절기가 놓여 있다. 이로서 관측자는 현재의 시각과 함께 절기도 알 수 있게 된다. 조선시기 사용한 태음태양력에서 날짜는 달의 차고 기울기를 기준으로 셈하지만 절기는 태양의 움직임만을 고려하여 구성된다. 모두 24개로 구성되는 절기는 춘분을 기준으로 태양의 겉보기 운동이 천구의 15˚ 지점을 통과할 때 마다 청명, 곡우, 망종, … 과 같이 놓이며 대략 14일 - 16일 마다 새 절기를 맞는다.

## 측정
시간은 앙부일구의 오목한 내면에 표시하였다. 남북을 관통하는 자오선에 영침의 그림자가 맺힐 때가 태양이 남중하는 정오이다. 조선 시기 하루의 시간은 12지로 구분되었으며 앙부일구는 묘시에서 유시(오전 5시 - 오후 7시)까지의 시간을 측정할 수 있도록 되어 있다. 동지 무렵에는 낮이 짧으므로 그보다 적은 범위인 진시에서 신시(오전 7시- 오후 5시)까지를 측정할 수 있다. 내부가 오목한 구형이기 때문에 영침의 그림자는 정확히 가로선을 따라 움직이게 된다.
이로서 영침의 그림자를 관측하면 시각과 절기를 함께 알 수 있다. 앙부일구는 각 시각 사이를 다시 4등분하여 보다 정밀한 시각 측정이 가능하였다. 이렇게 구분된 시간 측정의 최소 단위가 각(刻)이다. 시헌력 채택 이후 조선은 하루를 96 각으로 구분하였다. 따라서 1 각은 오늘날의 15 분에 해당한다. 마음이 조급하여 시간이 더디게 흐르는 것 같은 느낌을 표현하는 "일각여삼추"(一刻如三秋, 1각이 3년의 시간만큼 길게 느껴진다)라는 말은 여기서 나왔다.
| 지지   | 시간      | 오경        | 비고        |
| ------ | --------- | ----------- | ----------- |
| 자(子) | 23시–01시 | 삼경        | 0시는 자정  |
| 축(丑) | 01시–03시 | 사경        |             |
| 인(寅) | 03시–05시 | 오경        |             |
| 묘(卯) | 05시–07시 | -           |             |
| 진(辰) | 07시–09시 | -           |             |
| 사(巳) | 09시–11시 | -           |             |
| 오(午) | 11시–13시 | -           | 12시는 정오 |
| 미(未) | 13시–15시 | -           |             |
| 신(申) | 15시–17시 | -           |             |
| 유(酉) | 17시–19시 | -           |             |
| 술(戌) | 19시–21시 | 초경 (일경) |             |
| 해(亥) | 21시–23시 | 이경        |             |

### 환산
해시계가 측정하는 시각은 매일 태양이 남중하는 것을 정오로 삼는 태양시이다. 그러나 지구 궤도가 타원이기 때문에 실제 태양의 남중은 계절마다 간격이 다르다. 오늘날 시간 기준인 협정 세계시는 이러한 변동을 평균하여 매일 일정한 간격으로 남중하는 가상의 평균 태양을 기준으로 한다. 이 때문에 해시계로 측정한 시각은 균시차를 고려하여 환산하여야 오늘날 사용하는 시간과 일치하게 된다. 한편 대한민국은 동경 135˚를 기준으로 하는 UTC+9 시간대를 사용하고 있기 때문에 동경 126˚ 정도에 있는 서울시에서 태양이 실제로 남중하는 시각과는 30분 정도 차이가 난다. 해시계가 가리키는 시각을 오늘날 사용하는 표준시로 환산하려면 이러한 점을 염두에 두어야 한다. 아래의 사진은 부산광역시 동래구에 설치된 앙부일구의 시간 환산 방법 안내이다.

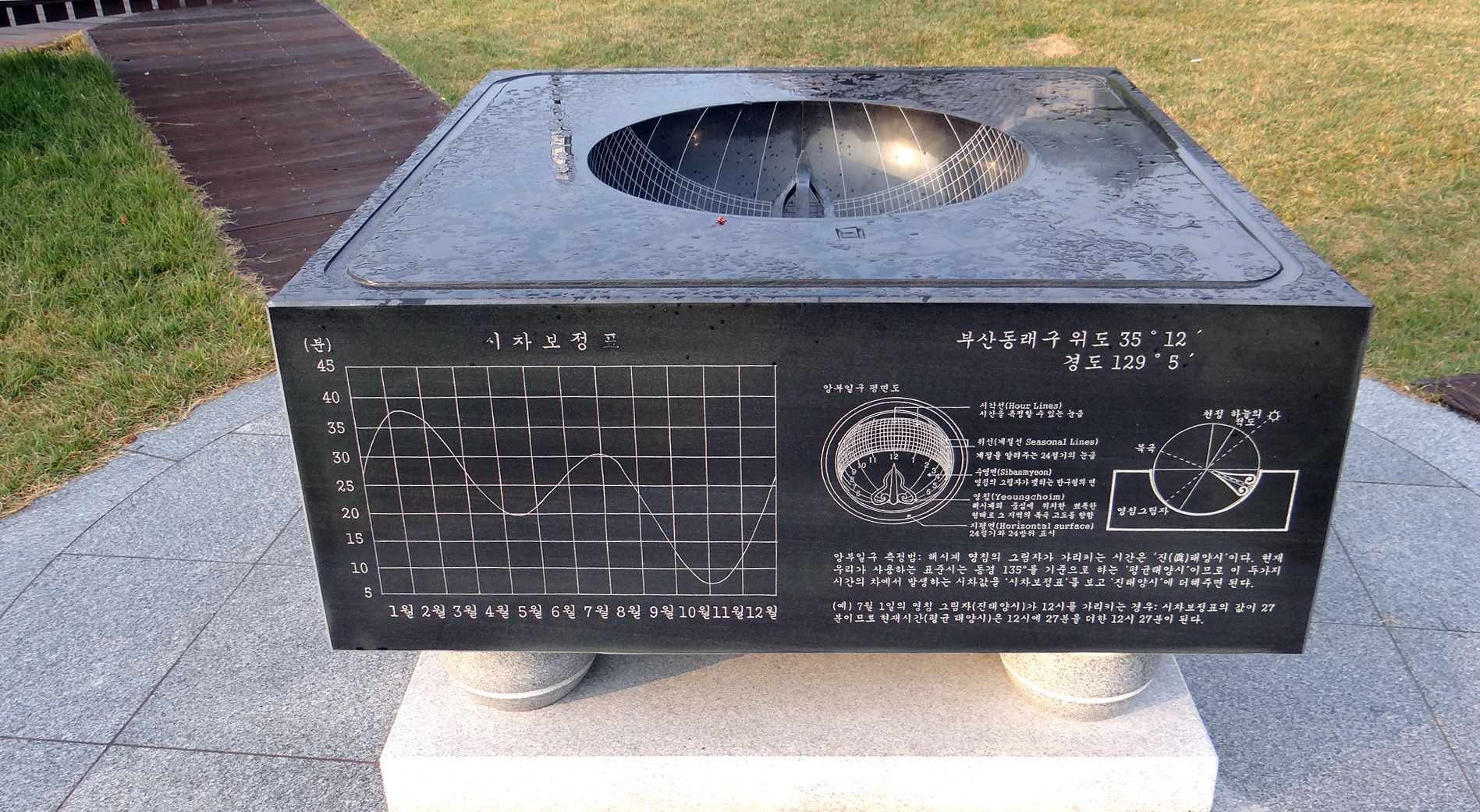

## 같이 보기
- 일성정시의(日星定時儀): 세종 19년 1437년에 앙부일구의 기술과 경험을 바탕으로 제작된 밤낮의 시간을 모두 측정할 수 있는 시계[23]
- 장영실
- 자격루
- 태양시
- 휴대용 앙부일구

## 참고 자료
- 앙부일구 - 국가유산청 국가유산포털